# Dahmane El Harrachi
Dahmane El Harrachi, pseudonimo di Abderrahmane Amrani (El Biar, 7 luglio 1926 – Aïn Bénian, 31 agosto 1980), è stato un musicista algerino, la sua canzone Ya Rayah lo ha fatto diventare l'artista chaabi più tradotto.

## Biografia
I genitori di origine berbera chaoui, dal villaggio di Djellal, si trasferirono a Belcourt per poi stabilirsi definitivamente a El Harrach subito dopo la nascita di Abderrahmane; da qui prese lo pseudonimo "El Harrachi".
Morì il 31 agosto 1980, in un incidente stradale in autostrada vicino ad Algeri.